# Эндоэтноним
Самоназвание, также эндоэтноним (от др.-греч. έ̓νδον — «внутри, дома» и έ̓θνος — «народ, племя» и ὄνυμα — «имя») — имя народа, которое он присваивает себе сам. Зачастую самоназвания кардинально отличаются от того, как этническая группа определяется в научной литературе или в окружающем обществе. Например, баски называют себя баск. euskaldunak (эускалдунак), венгры — венг. magyarok (модёрок), армяне — арм. հայեր (хайэр), евреи — ивр. יהודים‎ (йехудим), финны — фин. suomalaiset (суомалайсет), ингуши — ингуш. гӀалгӀай (гхалгхай). Внешние имена народов, которым противопоставляются эндоэтнонимы, называются экзоэтнонимы.
Эндоним — «местное название», название географического объекта, принятое местным населением на его языке. (При самостоятельном употреблении этого термина — обратите внимание на примечание). Распространено использование термина «эндоним» как синонима «эндоэтноним». Эндониму противопоставляется экзоним (ἔξω — «вне») — наименование, используемое внешними сообществами.
Автоэтноним (от αὐτός — «сам, он» и έ̓θνος — «народ, племя» и ὄνυμα — «имя») — буквально «самоназвание народа».
Но «автони́м» — это «настоящее имя автора, пишущего под псевдонимом», а не «самоназвание», как можно подумать. Именно так его до последнего времени определяли все словари. Однако в некоторых последних изданиях словарей иностранных слов имеется второе значение: «имя, символ или знак, используемые для обозначения самого себя». Имеются лингвистические публикации, в которых термин «автоним» используется в этом втором значении, для явления, когда слова обозначают сами себя:
Например, во фразе «скажи да или нет» слова «да» и «нет» — автонимы, поскольку обозначают самих себя, а не утверждение и отрицание.
Кроме того, в английском Викисловаре, для англ. autonym есть (неподкреплённое АИ) определение, делающее его полным синонимом для эндоэтноним. В таком значении этот термин используется в некоторых англоязычных статьях, и через переводы, благодаря эффекту «ложных друзей переводчика» попадает в русский язык. Также замечены и факты самостоятельного использования в русскоязычном Интернете термина «автоним» в значении «самоназвание».
Последнее (англоязычное) значение фактически антонимично первому, обозначая «имя выбранное самостоятельно», а псевдоним, которому противопоставляется антоним в первом значении, именно таким именем и является. 
В действительности, все перечисленные грекоязычные термины являются новообразованиями последнего времени, данных о глубине их проникновения в популярную и научную лексику недостаточно. Для некоторых родственных им слов, эндотопоним (в указанном выше значении «эндоним») и экзотопоним — зафиксированы лишь единичные использования в русскоязычном Интернете.